# Münchenstein
Münchenstein est une ville et une commune suisse du canton de Bâle-Campagne, située dans le district d'Arlesheim.
La municipalité, qui est limitrophe de la ville de Bâle, abrite le siège du département de sport de l'université de Bâle, le campus de la Haute école spécialisée de Bâle pour l'art et le design, le Schaulager conçu par Herzog & de Meuron, qui sert à la fois de musée d'art et d'institut de recherche en art, ainsi que la Villa Merian et son vaste jardin à l'anglaise associé. En 1980, la ville accueille le 2e salon suisse du jardinage et de l'aménagement paysager Grün 80.

## Géographie

Vue aérienne (1967)

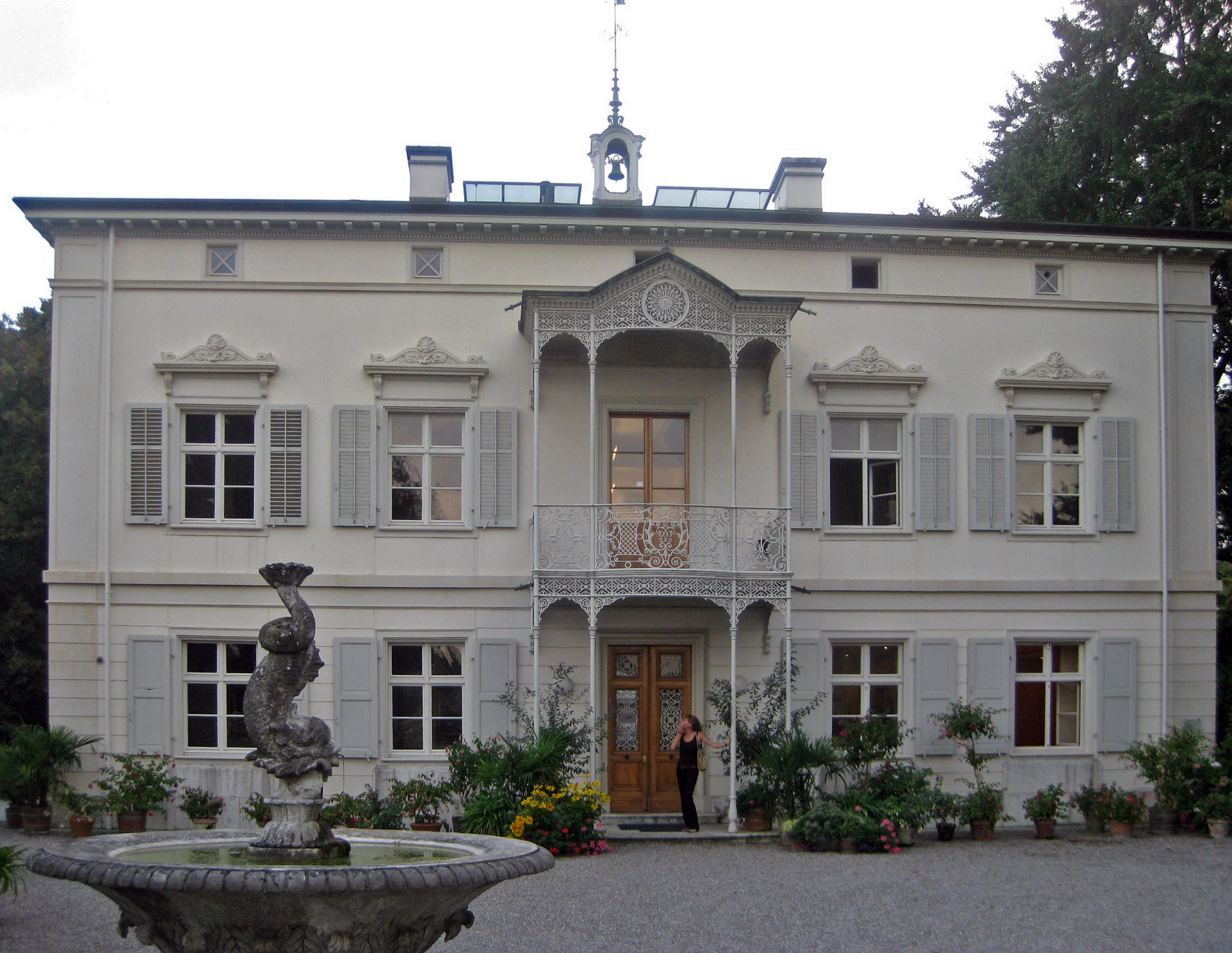
La Villa Merian

Münchenstein mesure 7,18 km2. La commune s’étend des deux côtés de la Birse.

## Démographie
Münchenstein compte 12 102 habitants fin 2022. Sa densité de population atteint 1686 hab./km2.

## Histoire
Connue sous le nom d’initiative de Münchenstein, une initiative demandant l’introduction d’un service civil a été rejetée par le peuple suisse en 1977. Elle avait été lancée par des professeurs du gymnase de Münchenstein.

## Économie
- Siège de Dalasta, fabricant de bonbons
- Siège du groupe Beiersdorf
- Elektra Birseck, distributeur d’énergie
- Arpida, biotechnologies
- Robusta, fabricant de lits

## Culture et patrimoine

### Héraldique
| Blason | Blasonnement : D'argent à un moine au naturel nu-tête, vêtu de sable, aux souliers de gueules. |

### Musées
- Kutschenmuseum
- Musée du moulin de Brüglingen
- Elektrizitätsmuseum (Elektra Birseck Münchenstein)
- Froschmuseum
- Laboratorium pour Photographie
- St. Jakobshalle
- Le musée d'art contemporain Schaulager

### Monuments et curiosités
- Villa Ehinger, construite en 1829-32
- Domaine de Brüglingen, fermes et villa Merian
- Bruckgut, résidence campagnarde, construite en 1759-61
- Hammerschmiede (forge), l’un des bâtiments utilitaires de l’étang Saint-Alban
- Bâtiments de l'ancienne fonderie Haas (Haas'sche Schriftgießerei), par l'architecte Karl Gottlieb Koller (1921)

### Personnalités
- Wilhelm Haas (Haas'sche Schriftgießerei)
- Carl Geigy, (1798-1861)[5].
- Christoph Merian, (1800-1858)
- Melchior Berri, (1801-1854) architecte
- Emil Frey, (1838-1922) homme politique, journaliste
- Andre Klein (Läckerli-Huus AG, André Klein AG)
- Hans Müller (Müller AG, Blechwarenfabrik),
- Felix van Baerle, fondateur de Van Baerle AG (soap factory)[6]
- Murat Yakın, footballeur
- Hakan Yakın, footballeur
- Benjamin Huggel, footballeur
- Roger Federer, joueur de tennis
- Marco Chiudinelli, joueur de tennis
- Mathis Künzler, acteur
- Tristan Rain, artiste
- Maja Sacher, mécène

## Transports
- Ligne ferroviaire CFF Delémont-Bâle, à 5 km de Bâle et à 33 km de Delémont
- Ligne de tramway pour Bâle
- Autoroute A18 Birsfelden-Reinach